# Музей Зеленограда
Музей Зеленограда — филиал Музейного объединения «Музей Москвы», посвящённый истории Зеленоградского административного округа Москвы.

## История
Музей был открыт в 1969 году по инициативе жителей Зеленограда. В районе города в годы Великой Отечественной войны проходили тяжёлые бои. Следы войны сохранились как в окрестностях города, так и у его жителей. Собранные жителями материалы войны легли в основу созданного музея. Первоначально музей располагался в городской трёхкомнатной квартире. Позже ему представили здание по улице Гоголя.
В 1984 году музей получил звание «Народный», а в 1992 году — статус государственного и название «Государственный Зеленоградский историко-краеведческий музей» (ГЗИКМ).
Выставочная площадь музея составляла 285 кв. м. В музее были залы, посвящённые событиям Великой Отечественной войны — «Там, где погиб Неизвестный солдат», зал с коллекцией «Наш край», в котором был показан быт жителей края и его история. Каждый год музей органиовывал археологические экспедиции на раскопки стоянки каменного века у деревни Льялово.
Коллекция музея состоит из 23200 предметов, включая 12200 предметов — в основном фонде. В состав коллекции музея входят военно-исторической миниатюры «История развития мундира русской армии», археологические предметы каменного века, ткани и изделия из них. В музее хранятся личные вещи маршалов Г. К. Жукова и М. Е. Катукова.
В музее есть научная библиотека, картинная галерея. Работниками музея выпускаются сборники трудов «Очерки истории края», альбомы и каталоги.
В музее проводились тематические экскурсии «История нашего края», «Последний рубеж обороны Москвы», «Там, где погиб Неизвестный солдат», «История развития мундира русской армии», «Наш город», выставки художников и дизайнеров города Зеленограда.
В 2014 году в музее прошла реорганизация. В ходе реорганизации к музею был присоединен Выставочный зал «Зеленоград», составлявший ранее отдельную организацию. В результате музей получил новое название — «Государственное бюджетное учреждение культуры г. Москвы „Музей Зеленограда“».
В 2022 году Музей Зеленограда вошёл в состав Музейного объединения «Музей Москвы».
В 2023 году, к 65-летию Зеленограда, основная экспозиция музея переехала в помещение в Доме «Флейта» (корпус 360) — одном из ключевых зданий городского центра, спроектированного в 1960-е годы группой архитекторов: И. А. Покровским, Ф. А. Новиковым, Г. Е. Саевичем, конструктором Ю. И. Ионовым. Дом «Флейта» — один из самых длинных жилых домов в СССР, архитектурный объект инновационной типологии, монументальный памятник градостроительной мысли советского модернизма. Первая выставка, проведённая в новом пространстве, получила название «Зеленоград. 65 историй о городе».

## Труды
Издания музея: «Прошлое земли Зеленоградской» (1997), очерки «В сорок первом на сорок первом» (1995), «На перекрёстках Санкт-Петербургского тракта» (2004), «Там, где погиб Неизвестный солдат» (2005), «Зеленоград в фотографиях» (2008) и др.

## Руководство
Директора музея:
- Чиликин Денис Михайлович (с 2016)
- Визбул Татьяна Владимировна (1977—2016)[1]

## Награды
- Почётный диплом Московской городской Думы (11 февраля 2004 года) — за а заслуги перед городским сообществом[2]